# 薩拉托加斯普林斯 (加利福尼亞州)
薩拉托加斯普林斯（英語：Saratoga Springs）是位於美國加利福尼亞州萊克縣的一個非建制地區。該地的面積和人口皆未知。

## 地理
薩拉托加斯普林斯的座標為39°10′31″N 122°58′57″W / 39.17528°N 122.98250°W，而該地的平均海拔高度為435米（即1427英尺）。